# Baudenkmalensemble Alte Heinrichstadt
Das Baudenkmal Alte Heinrichstadt ist eine Gruppe von Baudenkmalen der niedersächsischen Stadt Wolfenbüttel. Der Begriff Alte Heinrichstadt wird im Verzeichnis der Baudenkmale der Stadt Wolfenbüttel so genannt. Das Verzeichnis liegt der Denkmaltopographie Stadt Wolfenbüttel bei. Der Stand der Liste ist der 1. März 1983.

## Baudenkmale in den Straßen

### Ohne Adresse
| Lage                                  | Bezeichnung        | Beschreibung          | ID       | Bild           |
| ------------------------------------- | ------------------ | --------------------- | -------- | -------------- |
| 52° 9′ 43″ N, 10° 32′ 15″ O           | Hauptkirche B.M.V. |                       | 33881631 | Weitere Bilder |
| Stadtmarkt 52° 9′ 46″ N, 10° 32′ 5″ O | Denkmal            | Herzog-August-Denkmal | 33879890 | Weitere Bilder |

### Am Alten Tore
| Lage                                        | Bezeichnung         | Beschreibung | ID       | Bild           |
| ------------------------------------------- | ------------------- | ------------ | -------- | -------------- |
| Am Alten Tore 2 52° 9′ 51″ N, 10° 32′ 10″ O | Wohnhaus            |              | 33887038 | Weitere Bilder |
| Am Alten Tore 3 52° 9′ 50″ N, 10° 32′ 11″ O | Wohnhaus            |              | 33887017 | Weitere Bilder |
| Am Alten Tore 4 52° 9′ 50″ N, 10° 32′ 11″ O | Wohn-/Geschäftshaus |              | 33886996 | Weitere Bilder |
| Am Alten Tore 5 52° 9′ 50″ N, 10° 32′ 11″ O | Wohn-/Geschäftshaus |              | 33886975 | Weitere Bilder |
| Am Alten Tore 6 52° 9′ 49″ N, 10° 32′ 11″ O | Wohn-/Geschäftshaus |              | 33886954 | BW             |

### Bärengasse
| Lage                                     | Bezeichnung         | Beschreibung | ID       | Bild |
| ---------------------------------------- | ------------------- | ------------ | -------- | ---- |
| Bärengasse 1 52° 9′ 49″ N, 10° 32′ 12″ O | Wohn-/Geschäftshaus |              | 33886933 |      |

### Brauergildenstraße
| Lage                                              | Bezeichnung     | Beschreibung | ID       | Bild           |
| ------------------------------------------------- | --------------- | ------------ | -------- | -------------- |
| Brauergildenstraße 1 52° 9′ 48″ N, 10° 32′ 16″ O  | Wohnhaus        |              | 33886912 | Weitere Bilder |
| Brauergildenstraße 2 52° 9′ 48″ N, 10° 32′ 16″ O  | Wohnhaus        |              | 33886870 | Weitere Bilder |
| Brauergildenstraße 3 52° 9′ 47″ N, 10° 32′ 16″ O  | Wohnhaus        |              | 33886644 | Weitere Bilder |
| Brauergildenstraße 4 52° 9′ 47″ N, 10° 32′ 17″ O  | Wohnhaus        |              | 33886603 | Weitere Bilder |
| Brauergildenstraße 4a 52° 9′ 47″ N, 10° 32′ 17″ O | Lagergebäude    |              | 33880361 | BW             |
| Brauergildenstraße 5 52° 9′ 45″ N, 10° 32′ 19″ O  | Bauergildenhaus |              | 33886581 | Weitere Bilder |
| Brauergildenstraße 6 52° 9′ 46″ N, 10° 32′ 19″ O  | Wohnhaus        |              | 33886450 |                |
| Brauergildenstraße 7 52° 9′ 46″ N, 10° 32′ 18″ O  | Wohnhaus        |              | 33886407 |                |
| Brauergildenstraße 8 52° 9′ 47″ N, 10° 32′ 18″ O  | Wohnhaus        |              | 33886343 |                |
| Brauergildenstraße 9 52° 9′ 47″ N, 10° 32′ 18″ O  | Wohnhaus        |              | 33886148 |                |
| Brauergildenstraße 10 52° 9′ 47″ N, 10° 32′ 18″ O | Wohnhaus        |              | 33886127 |                |
| Brauergildenstraße 11 52° 9′ 48″ N, 10° 32′ 17″ O | Wohnhaus        |              | 33885956 |                |
| Brauergildenstraße 12 52° 9′ 48″ N, 10° 32′ 17″ O | Wohnhaus        |              | 33885677 |                |
| Brauergildenstraße 13 52° 9′ 48″ N, 10° 32′ 17″ O | Wohnhaus        |              | 33885530 |                |
| Brauergildenstraße 14 52° 9′ 48″ N, 10° 32′ 17″ O | Wohnhaus        |              |          | BW             |
| Brauergildenstraße 15 52° 9′ 49″ N, 10° 32′ 17″ O | Wohnhaus        |              |          | BW             |
| Brauergildenstraße 16 52° 9′ 49″ N, 10° 32′ 16″ O | Wohnhaus        |              | 33885446 | Weitere Bilder |

### Große Kirchstraße
| Lage                                             | Bezeichnung | Beschreibung | ID       | Bild |
| ------------------------------------------------ | ----------- | ------------ | -------- | ---- |
| Große Kirchstraße 1 52° 9′ 42″ N, 10° 32′ 19″ O  | Wohnhaus    |              | 33885299 | BW   |
| Große Kirchstraße 2 52° 9′ 41″ N, 10° 32′ 19″ O  | Wohnhaus    |              | 33885278 | BW   |
| Große Kirchstraße 3 52° 9′ 41″ N, 10° 32′ 19″ O  | Wohnhaus    |              | 33885257 | BW   |
| Große Kirchstraße 4 52° 9′ 41″ N, 10° 32′ 19″ O  | Wohnhaus    |              | 33885122 | BW   |
| Große Kirchstraße 5 52° 9′ 40″ N, 10° 32′ 18″ O  | Wohnhaus    |              | 33885060 | BW   |
| Große Kirchstraße 6 52° 9′ 40″ N, 10° 32′ 18″ O  | Wohnhaus    |              |          | BW   |
| Große Kirchstraße 7 52° 9′ 39″ N, 10° 32′ 18″ O  | Wohnhaus    |              |          | BW   |
| Große Kirchstraße 8 52° 9′ 39″ N, 10° 32′ 19″ O  | Wohnhaus    |              |          |      |
| Große Kirchstraße 9 52° 9′ 39″ N, 10° 32′ 19″ O  | Wohnhaus    |              |          | BW   |
| Große Kirchstraße 10 52° 9′ 40″ N, 10° 32′ 19″ O | Wohnhaus    |              |          | BW   |
| Große Kirchstraße 11 52° 9′ 40″ N, 10° 32′ 19″ O | Wohnhaus    |              |          | BW   |
| Große Kirchstraße 12 52° 9′ 40″ N, 10° 32′ 19″ O | Wohnhaus    |              |          | BW   |
| Große Kirchstraße 13 52° 9′ 40″ N, 10° 32′ 19″ O | Wohnhaus    |              |          | BW   |
| Große Kirchstraße 14 52° 9′ 41″ N, 10° 32′ 19″ O | Wohnhaus    |              |          | BW   |
| Große Kirchstraße 15 52° 9′ 41″ N, 10° 32′ 19″ O | Wohnhaus    |              |          | BW   |
| Große Kirchstraße 16 52° 9′ 41″ N, 10° 32′ 19″ O | Wohnhaus    |              |          | BW   |
| Große Kirchstraße 17 52° 9′ 41″ N, 10° 32′ 19″ O | Wohnhaus    |              |          | BW   |
| Große Kirchstraße 18 52° 9′ 42″ N, 10° 32′ 20″ O | Wohnhaus    |              |          |      |
| Große Kirchstraße 19 52° 9′ 42″ N, 10° 32′ 20″ O | Wohnhaus    |              |          |      |
| Große Kirchstraße 20 52° 9′ 43″ N, 10° 32′ 20″ O | Wohnhaus    |              |          | BW   |
| Große Kirchstraße 21 52° 9′ 43″ N, 10° 32′ 20″ O | Wohnhaus    |              |          | BW   |

### Harzstraße
| Lage                                       | Bezeichnung | Beschreibung | ID | Bild |
| ------------------------------------------ | ----------- | ------------ | -- | ---- |
| Harzstraße 1 52° 9′ 39″ N, 10° 32′ 7″ O    | Wohnhaus    |              |    |      |
| Harzstraße 2 52° 9′ 39″ N, 10° 32′ 8″ O    | Wohnhaus    |              |    |      |
| Harzstraße 3 52° 9′ 39″ N, 10° 32′ 10″ O   | Wohnhaus    |              |    |      |
| Harzstraße 4 52° 9′ 39″ N, 10° 32′ 11″ O   | Wohnhaus    |              |    |      |
| Harzstraße 5 52° 9′ 39″ N, 10° 32′ 11″ O   | Wohnhaus    |              |    | BW   |
| Harzstraße 6 52° 9′ 39″ N, 10° 32′ 12″ O   | Wohnhaus    |              |    |      |
| Harzstraße 7 52° 9′ 39″ N, 10° 32′ 13″ O   | Wohnhaus    |              |    |      |
| Harzstraße 8 52° 9′ 39″ N, 10° 32′ 13″ O   | Wohnhaus    |              |    |      |
| Harzstraße 9 52° 9′ 39″ N, 10° 32′ 14″ O   | Wohnhaus    |              |    |      |
| Harzstraße 10 52° 9′ 39″ N, 10° 32′ 15″ O  | Wohnhaus    |              |    |      |
| Harzstraße 11 52° 9′ 39″ N, 10° 32′ 16″ O  | Wohnhaus    |              |    |      |
| Harzstraße 12 52° 9′ 39″ N, 10° 32′ 16″ O  | Wohnhaus    |              |    |      |
| Harzstraße 13 52° 9′ 39″ N, 10° 32′ 17″ O  | Wohnhaus    |              |    |      |
| Harzstraße 14 52° 9′ 39″ N, 10° 32′ 18″ O  | Wohnhaus    |              |    |      |
| Harzstraße 15 52° 9′ 39″ N, 10° 32′ 19″ O  | Wohnhaus    |              |    | BW   |
| Harzstraße 16 52° 9′ 39″ N, 10° 32′ 20″ O  | Wohnhaus    |              |    | BW   |
| Harzstraße 17 52° 9′ 39″ N, 10° 32′ 18″ O  | Wohnhaus    |              |    |      |
| Harzstraße 18 52° 9′ 39″ N, 10° 32′ 17″ O  | Wohnhaus    |              |    |      |
| Harzstraße 19 52° 9′ 39″ N, 10° 32′ 17″ O  | Wohnhaus    |              |    |      |
| Harzstraße 20 52° 9′ 39″ N, 10° 32′ 15″ O  | Wohnhaus    |              |    |      |
| Harzstraße 20a 52° 9′ 39″ N, 10° 32′ 14″ O | Wohnhaus    |              |    |      |
| Harzstraße 21 52° 9′ 39″ N, 10° 32′ 14″ O  | Wohnhaus    |              |    |      |
| Harzstraße 22 52° 9′ 39″ N, 10° 32′ 13″ O  | Wohnhaus    |              |    | BW   |
| Harzstraße 23 52° 9′ 39″ N, 10° 32′ 12″ O  | Wohnhaus    |              |    |      |
| Harzstraße 24 52° 9′ 40″ N, 10° 32′ 11″ O  | Wohnhaus    |              |    |      |
| Harzstraße 25 52° 9′ 40″ N, 10° 32′ 11″ O  | Wohnhaus    |              |    | BW   |
| Harzstraße 26 52° 9′ 40″ N, 10° 32′ 10″ O  | Wohnhaus    |              |    | BW   |
| Harzstraße 27 52° 9′ 40″ N, 10° 32′ 10″ O  | Wohnhaus    |              |    |      |
| Harzstraße 28 52° 9′ 40″ N, 10° 32′ 6″ O   | Wohnhaus    |              |    | BW   |

### Harztorplatz
| Lage                                      | Bezeichnung | Beschreibung | ID | Bild |
| ----------------------------------------- | ----------- | ------------ | -- | ---- |
| Harztorplatz 2 52° 9′ 38″ N, 10° 32′ 6″ O | Wohnhaus    |              |    |      |
| Harztorplatz 3 52° 9′ 39″ N, 10° 32′ 6″ O | Wohnhaus    |              |    |      |
| Harztorplatz 4 52° 9′ 39″ N, 10° 32′ 6″ O | Wohnhaus    |              |    |      |

### Kanzleistraße
| Lage                                          | Bezeichnung               | Beschreibung | ID | Bild           |
| --------------------------------------------- | ------------------------- | ------------ | -- | -------------- |
| Kanzleistraße 1 52° 9′ 46″ N, 10° 32′ 7″ O    | Wohnhaus                  |              |    |                |
| Kanzleistraße 2 52° 9′ 47″ N, 10° 32′ 9″ O    | Wohnhaus                  |              |    |                |
| Kanzleistraße 3 52° 9′ 48″ N, 10° 32′ 11″ O   | ehemaliges Kanzleigebäude |              |    | Weitere Bilder |
| Kanzleistraße 4 52° 9′ 48″ N, 10° 32′ 13″ O   | Wohnhaus                  |              |    |                |
| Kanzleistraße 5 52° 9′ 48″ N, 10° 32′ 14″ O   | Wohnhaus                  |              |    |                |
| Kanzleistraße 5a 52° 9′ 49″ N, 10° 32′ 15″ O  | Wohnhaus                  |              |    |                |
| Kanzleistraße 6 52° 9′ 49″ N, 10° 32′ 16″ O   | Wohnhaus                  |              |    |                |
| Kanzleistraße 7 52° 9′ 49″ N, 10° 32′ 15″ O   | Wohnhaus                  |              |    |                |
| Kanzleistraße 8 52° 9′ 49″ N, 10° 32′ 15″ O   | Wohnhaus                  |              |    |                |
| Kanzleistraße 9 52° 9′ 49″ N, 10° 32′ 14″ O   | Wohnhaus                  |              |    |                |
| Kanzleistraße 10 52° 9′ 49″ N, 10° 32′ 14″ O  | Wohnhaus                  |              |    |                |
| Kanzleistraße 10a 52° 9′ 49″ N, 10° 32′ 13″ O | Wohnhaus                  |              |    |                |
| Kanzleistraße 11 52° 9′ 48″ N, 10° 32′ 13″ O  | Wohnhaus                  |              |    |                |
| Kanzleistraße 12 52° 9′ 48″ N, 10° 32′ 12″ O  | Wohnhaus                  |              |    | BW             |
| Kanzleistraße 13 52° 9′ 48″ N, 10° 32′ 11″ O  | Wohnhaus                  |              |    |                |
| Kanzleistraße 14 52° 9′ 48″ N, 10° 32′ 11″ O  | Wohnhaus                  |              |    | BW             |
| Kanzleistraße 15 52° 9′ 48″ N, 10° 32′ 11″ O  | Wohnhaus                  |              |    |                |
| Kanzleistraße 16 52° 9′ 48″ N, 10° 32′ 10″ O  | Wohnhaus                  |              |    | BW             |
| Kanzleistraße 17 52° 9′ 48″ N, 10° 32′ 9″ O   | Wohnhaus                  |              |    |                |
| Kanzleistraße 18 52° 9′ 47″ N, 10° 32′ 9″ O   | Wohnhaus                  |              |    |                |
| Kanzleistraße 18a 52° 9′ 47″ N, 10° 32′ 8″ O  | Wohnhaus                  |              |    |                |
| Kanzleistraße 19 52° 9′ 47″ N, 10° 32′ 8″ O   | Wohnhaus                  |              |    |                |
| Kanzleistraße 20 52° 9′ 47″ N, 10° 32′ 7″ O   | Wohnhaus                  |              |    |                |

### Kleine Kirchstraße
| Lage                                             | Bezeichnung | Beschreibung | ID | Bild |
| ------------------------------------------------ | ----------- | ------------ | -- | ---- |
| Kleine Kirchstraße 1 52° 9′ 41″ N, 10° 32′ 13″ O | Wohnhaus    |              |    |      |
| Kleine Kirchstraße 2 52° 9′ 41″ N, 10° 32′ 14″ O | Wohnhaus    |              |    |      |
| Kleine Kirchstraße 3 52° 9′ 40″ N, 10° 32′ 14″ O | Wohnhaus    |              |    |      |
| Kleine Kirchstraße 4 52° 9′ 40″ N, 10° 32′ 14″ O | Wohnhaus    |              |    |      |
| Kleine Kirchstraße 5 52° 9′ 40″ N, 10° 32′ 14″ O | Wohnhaus    |              |    |      |

### Klosterstraße
| Lage                                        | Bezeichnung             | Beschreibung | ID | Bild |
| ------------------------------------------- | ----------------------- | ------------ | -- | ---- |
| Klosterstraße 1 52° 9′ 46″ N, 10° 32′ 10″ O | Wohnhaus                |              |    | BW   |
| Klosterstraße 2 52° 9′ 45″ N, 10° 32′ 11″ O | Kloster Zur Ehre Gottes |              |    |      |
| Klosterstraße 3 52° 9′ 45″ N, 10° 32′ 11″ O | Wohnhaus                |              |    | BW   |
| Klosterstraße 4 52° 9′ 46″ N, 10° 32′ 11″ O | Wohnhaus                |              |    | BW   |
| Klosterstraße 5 52° 9′ 46″ N, 10° 32′ 11″ O | Wohnhaus                |              |    | BW   |
| Klosterstraße 6 52° 9′ 46″ N, 10° 32′ 11″ O | Wohnhaus                |              |    |      |

### Kommißstraße
| Lage                                       | Bezeichnung | Beschreibung | ID | Bild |
| ------------------------------------------ | ----------- | ------------ | -- | ---- |
| Kommißstraße 1 52° 9′ 43″ N, 10° 32′ 7″ O  | Wohnhaus    |              |    |      |
| Kommißstraße 2 52° 9′ 42″ N, 10° 32′ 6″ O  |             |              |    |      |
| Kommißstraße 3 52° 9′ 42″ N, 10° 32′ 6″ O  |             |              |    |      |
| Kommißstraße 4 52° 9′ 42″ N, 10° 32′ 5″ O  |             |              |    |      |
| Kommißstraße 5 52° 9′ 42″ N, 10° 32′ 4″ O  |             |              |    |      |
| Kommißstraße 6 52° 9′ 41″ N, 10° 32′ 4″ O  |             |              |    |      |
| Kommißstraße 7 52° 9′ 40″ N, 10° 32′ 4″ O  |             |              |    |      |
| Kommißstraße 8 52° 9′ 40″ N, 10° 32′ 4″ O  |             |              |    |      |
| Kommißstraße 9 52° 9′ 40″ N, 10° 32′ 5″ O  |             |              |    | BW   |
| Kommißstraße 10 52° 9′ 42″ N, 10° 32′ 5″ O |             |              |    | BW   |
| Kommißstraße 11 52° 9′ 42″ N, 10° 32′ 6″ O |             |              |    |      |
| Kommißstraße 12 52° 9′ 42″ N, 10° 32′ 7″ O |             |              |    |      |

### Kornmarkt
| Lage                                        | Bezeichnung | Beschreibung | ID | Bild |
| ------------------------------------------- | ----------- | ------------ | -- | ---- |
| Kornmarkt 1 52° 9′ 44″ N, 10° 32′ 7″ O      | Wohnhaus    |              |    | BW   |
| Kornmarkt 2 52° 9′ 43″ N, 10° 32′ 7″ O      | Wohnhaus    |              |    |      |
| Kornmarkt 3 52° 9′ 43″ N, 10° 32′ 7″ O      | Wohnhaus    |              |    |      |
| Kornmarkt 4 52° 9′ 43″ N, 10° 32′ 7″ O      | Wohnhaus    |              |    | BW   |
| Kornmarkt 5 52° 9′ 43″ N, 10° 32′ 8″ O      | Wohnhaus    |              |    | BW   |
| Kornmarkt 6 52° 9′ 42″ N, 10° 32′ 7″ O      | Wohnhaus    |              |    |      |
| Kornmarkt 7 52° 9′ 42″ N, 10° 32′ 8″ O      | Wohnhaus    |              |    |      |
| Kornmarkt 8 52° 9′ 42″ N, 10° 32′ 8″ O      | Wohnhaus    |              |    |      |
| Kornmarkt 9 52° 9′ 42″ N, 10° 32′ 9″ O      | Wohnhaus    |              |    |      |
| Kornmarkt 10 52° 9′ 42″ N, 10° 32′ 9″ O     | Wohnhaus    |              |    |      |
| Kornmarkt 11 52° 9′ 42″ N, 10° 32′ 10″ O    | Wohnhaus    |              |    |      |
| Kornmarkt 12/13 52° 9′ 43″ N, 10° 32′ 11″ O | Wohnhaus    |              |    |      |
| Kornmarkt 14 52° 9′ 43″ N, 10° 32′ 12″ O    | Wohnhaus    |              |    |      |
| Kornmarkt 15 52° 9′ 44″ N, 10° 32′ 9″ O     | Wohnhaus    |              |    |      |

### Krumme Straße
| Lage                                         | Bezeichnung | Beschreibung | ID | Bild |
| -------------------------------------------- | ----------- | ------------ | -- | ---- |
| Krumme Straße 30 52° 9′ 38″ N, 10° 32′ 19″ O | Wohnhaus    |              |    |      |

### Lange Herzogstraße
| Lage                                              | Bezeichnung             | Beschreibung | ID | Bild           |
| ------------------------------------------------- | ----------------------- | ------------ | -- | -------------- |
| Lange Herzogstraße 1 52° 9′ 48″ N, 10° 32′ 7″ O   | Wohn- und Geschäftshaus |              |    |                |
| Lange Herzogstraße 2 52° 9′ 48″ N, 10° 32′ 7″ O   | Wohn- und Geschäftshaus |              |    |                |
| Lange Herzogstraße 3 52° 9′ 48″ N, 10° 32′ 8″ O   | Wohn- und Geschäftshaus |              |    | BW             |
| Lange Herzogstraße 4 52° 9′ 48″ N, 10° 32′ 9″ O   | Wohn- und Geschäftshaus |              |    |                |
| Lange Herzogstraße 5 52° 9′ 48″ N, 10° 32′ 9″ O   | Wohn- und Geschäftshaus |              |    |                |
| Lange Herzogstraße 6 52° 9′ 48″ N, 10° 32′ 9″ O   | Wohn- und Geschäftshaus |              |    |                |
| Lange Herzogstraße 7 52° 9′ 48″ N, 10° 32′ 10″ O  | Wohn- und Geschäftshaus |              |    | BW             |
| Lange Herzogstraße 8 52° 9′ 48″ N, 10° 32′ 10″ O  | Wohn- und Geschäftshaus |              |    | BW             |
| Lange Herzogstraße 9 52° 9′ 49″ N, 10° 32′ 11″ O  | Wohn- und Geschäftshaus |              |    | BW             |
| Lange Herzogstraße 10 52° 9′ 49″ N, 10° 32′ 12″ O | Wohn- und Geschäftshaus |              |    | BW             |
| Lange Herzogstraße 11 52° 9′ 49″ N, 10° 32′ 12″ O | Wohn- und Geschäftshaus |              |    |                |
| Lange Herzogstraße 12 52° 9′ 49″ N, 10° 32′ 13″ O | Wohn- und Geschäftshaus |              |    |                |
| Lange Herzogstraße 13 52° 9′ 49″ N, 10° 32′ 13″ O | Wohn- und Geschäftshaus |              |    |                |
| Lange Herzogstraße 14 52° 9′ 49″ N, 10° 32′ 14″ O | Wohn- und Geschäftshaus |              |    |                |
| Lange Herzogstraße 15 52° 9′ 49″ N, 10° 32′ 14″ O | Wohn- und Geschäftshaus |              |    |                |
| Lange Herzogstraße 16 52° 9′ 49″ N, 10° 32′ 15″ O | Wohn- und Geschäftshaus |              |    |                |
| Lange Herzogstraße 17 52° 9′ 50″ N, 10° 32′ 15″ O | Wohn- und Geschäftshaus |              |    |                |
| Lange Herzogstraße 18 52° 9′ 50″ N, 10° 32′ 16″ O | Wohn- und Geschäftshaus |              |    | BW             |
| Lange Herzogstraße 19 52° 9′ 50″ N, 10° 32′ 16″ O | Wohn- und Geschäftshaus |              |    | BW             |
| Lange Herzogstraße 46 52° 9′ 50″ N, 10° 32′ 16″ O | Wohn- und Geschäftshaus |              |    |                |
| Lange Herzogstraße 47 52° 9′ 50″ N, 10° 32′ 15″ O | Wohn- und Geschäftshaus |              |    |                |
| Lange Herzogstraße 48 52° 9′ 50″ N, 10° 32′ 14″ O | Wohn- und Geschäftshaus |              |    |                |
| Lange Herzogstraße 49 52° 9′ 50″ N, 10° 32′ 14″ O | Wohn- und Geschäftshaus |              |    | BW             |
| Lange Herzogstraße 50 52° 9′ 50″ N, 10° 32′ 13″ O | Wohn- und Geschäftshaus |              |    | BW             |
| Lange Herzogstraße 51 52° 9′ 49″ N, 10° 32′ 12″ O | Wohn- und Geschäftshaus |              |    | BW             |
| Lange Herzogstraße 52 52° 9′ 49″ N, 10° 32′ 11″ O | Wohn- und Geschäftshaus |              |    |                |
| Lange Herzogstraße 53 52° 9′ 49″ N, 10° 32′ 11″ O | Wohn- und Geschäftshaus |              |    | BW             |
| Lange Herzogstraße 54 52° 9′ 49″ N, 10° 32′ 10″ O | Wohn- und Geschäftshaus |              |    | BW             |
| Lange Herzogstraße 55 52° 9′ 49″ N, 10° 32′ 10″ O | Wohn- und Geschäftshaus |              |    |                |
| Lange Herzogstraße 56 52° 9′ 49″ N, 10° 32′ 9″ O  | Wohn- und Geschäftshaus |              |    |                |
| Lange Herzogstraße 57 52° 9′ 49″ N, 10° 32′ 8″ O  | Wohn- und Geschäftshaus |              |    |                |
| Lange Herzogstraße 58 52° 9′ 49″ N, 10° 32′ 8″ O  | Wohn- und Geschäftshaus |              |    |                |
| Lange Herzogstraße 59 52° 9′ 49″ N, 10° 32′ 7″ O  | Wohn- und Geschäftshaus |              |    |                |
| Lange Herzogstraße 60 52° 9′ 49″ N, 10° 32′ 7″ O  | Wohn- und Geschäftshaus |              |    |                |
| Lange Herzogstraße 61 52° 9′ 49″ N, 10° 32′ 7″ O  | Wohn- und Geschäftshaus |              |    | BW             |
| Lange Herzogstraße 62 52° 9′ 49″ N, 10° 32′ 6″ O  | Wohn- und Geschäftshaus |              |    |                |
| Lange Herzogstraße 63 52° 9′ 48″ N, 10° 32′ 5″ O  | Bankhaus Seeliger       | Bankhaus     |    | Weitere Bilder |

### Maurenstraße
| Lage                                        | Bezeichnung | Beschreibung | ID | Bild |
| ------------------------------------------- | ----------- | ------------ | -- | ---- |
| Maurenstraße 1 52° 9′ 38″ N, 10° 32′ 15″ O  | Wohnhaus    |              |    |      |
| Maurenstraße 13 52° 9′ 38″ N, 10° 32′ 16″ O | Wohnhaus    |              |    |      |

### Michael-Praetorius-Platz
| Lage                                                   | Bezeichnung | Beschreibung | ID | Bild |
| ------------------------------------------------------ | ----------- | ------------ | -- | ---- |
| Michael-Praetorius-Platz 1 52° 9′ 41″ N, 10° 32′ 15″ O | Wohnhaus    |              |    |      |
| Michael-Praetorius-Platz 2 52° 9′ 41″ N, 10° 32′ 16″ O | Wohnhaus    |              |    |      |
| Michael-Praetorius-Platz 3 52° 9′ 41″ N, 10° 32′ 16″ O | Wohnhaus    |              |    |      |
| Michael-Praetorius-Platz 4 52° 9′ 41″ N, 10° 32′ 17″ O | Wohnhaus    |              |    |      |
| Michael-Praetorius-Platz 5 52° 9′ 41″ N, 10° 32′ 17″ O | Wohnhaus    |              |    |      |
| Michael-Praetorius-Platz 6 52° 9′ 42″ N, 10° 32′ 18″ O | Wohnhaus    |              |    |      |
| Michael-Praetorius-Platz 7 52° 9′ 42″ N, 10° 32′ 18″ O | Wohnhaus    |              |    |      |
| Michael-Praetorius-Platz 8 52° 9′ 42″ N, 10° 32′ 18″ O | Wohnhaus    |              |    |      |
| Michael-Praetorius-Platz 9 52° 9′ 42″ N, 10° 32′ 18″ O | Wohnhaus    |              |    |      |

### Mühlenstraße
| Lage                                      | Bezeichnung | Beschreibung | ID | Bild |
| ----------------------------------------- | ----------- | ------------ | -- | ---- |
| Mühlenstraße 2 52° 9′ 49″ N, 10° 32′ 4″ O | Wohnhaus    |              |    | BW   |
| Mühlenstraße 3 52° 9′ 49″ N, 10° 32′ 4″ O | Wohnhaus    |              |    | BW   |
| Mühlenstraße 4 52° 9′ 49″ N, 10° 32′ 4″ O | Wohnhaus    |              |    | BW   |
| Mühlenstraße 5 52° 9′ 48″ N, 10° 32′ 4″ O | Wohnhaus    |              |    |      |
| Mühlenstraße 6 52° 9′ 48″ N, 10° 32′ 4″ O | Wohnhaus    |              |    | BW   |

### Okerstraße
| Lage                                       | Bezeichnung | Beschreibung                                                                                 | ID | Bild |
| ------------------------------------------ | ----------- | -------------------------------------------------------------------------------------------- | -- | ---- |
| Okerstraße 19 52° 9′ 50″ N, 10° 32′ 17″ O  | Wohnhaus    | Position nur geschätzt, da die Hausnummer zwar existiert aber in keiner Karte zu finden ist. |    | BW   |
| Okerstraße 20 52° 9′ 49″ N, 10° 32′ 18″ O  | Wohnhaus    |                                                                                              |    | BW   |
| Okerstraße 20a 52° 9′ 49″ N, 10° 32′ 18″ O | Wohnhaus    |                                                                                              |    |      |
| Okerstraße 21 52° 9′ 48″ N, 10° 32′ 18″ O  | Wohnhaus    |                                                                                              |    |      |
| Okerstraße 21a 52° 9′ 48″ N, 10° 32′ 18″ O | Wohnhaus    |                                                                                              |    |      |
| Okerstraße 22 52° 9′ 46″ N, 10° 32′ 20″ O  | Wohnhaus    |                                                                                              |    |      |

### Reichsstraße
| Lage                                       | Bezeichnung | Beschreibung | ID | Bild |
| ------------------------------------------ | ----------- | ------------ | -- | ---- |
| Reichsstraße 1 52° 9′ 45″ N, 10° 32′ 18″ O | Wohnhaus    |              |    |      |
| Reichsstraße 2 52° 9′ 45″ N, 10° 32′ 17″ O | Wohnhaus    |              |    |      |
| Reichsstraße 3 52° 9′ 45″ N, 10° 32′ 16″ O | Wohnhaus    |              |    |      |
| Reichsstraße 4 52° 9′ 45″ N, 10° 32′ 15″ O | Wohnhaus    |              |    |      |
| Reichsstraße 5 52° 9′ 45″ N, 10° 32′ 15″ O | Wohnhaus    |              |    |      |
| Reichsstraße 6 52° 9′ 45″ N, 10° 32′ 14″ O | Wohnhaus    |              |    |      |
| Reichsstraße 7 52° 9′ 45″ N, 10° 32′ 13″ O | Wohnhaus    |              |    |      |
| Reichsstraße 8 52° 9′ 44″ N, 10° 32′ 12″ O | Wohnhaus    |              |    |      |

### Stadtmarkt
| Lage                                        | Bezeichnung             | Beschreibung | ID | Bild |
| ------------------------------------------- | ----------------------- | ------------ | -- | ---- |
| Stadtmarkt 1 52° 9′ 47″ N, 10° 32′ 5″ O     | Wohn- und Geschäftshaus |              |    |      |
| Stadtmarkt 2-3 52° 9′ 46″ N, 10° 32′ 4″ O   | Rathaus                 |              |    |      |
| Stadtmarkt 5 52° 9′ 46″ N, 10° 32′ 4″ O     | Rathaus                 |              |    |      |
| Stadtmarkt 6 52° 9′ 46″ N, 10° 32′ 4″ O     | Rathaus                 |              |    |      |
| Stadtmarkt 7 52° 9′ 44″ N, 10° 32′ 4″ O     | Rathaus                 |              |    |      |
| Stadtmarkt 8 52° 9′ 44″ N, 10° 32′ 4″ O     | Wohnhaus                |              |    |      |
| Stadtmarkt 9 52° 9′ 44″ N, 10° 32′ 5″ O     | Wohnhaus                |              |    |      |
| Stadtmarkt 10 52° 9′ 44″ N, 10° 32′ 6″ O    | Wohnhaus                |              |    |      |
| Stadtmarkt 11 52° 9′ 44″ N, 10° 32′ 6″ O    | Wohnhaus                |              |    |      |
| Stadtmarkt 12/13 52° 9′ 44″ N, 10° 32′ 7″ O | Wohnhaus                |              |    |      |
| Stadtmarkt 14 52° 9′ 44″ N, 10° 32′ 8″ O    | Wohnhaus                |              |    |      |
| Stadtmarkt 15 52° 9′ 45″ N, 10° 32′ 7″ O    | Wohnhaus                |              |    |      |
| Stadtmarkt 16 52° 9′ 46″ N, 10° 32′ 7″ O    | Wohnhaus                |              |    |      |
| Stadtmarkt 17 52° 9′ 46″ N, 10° 32′ 7″ O    | Wohnhaus                |              |    |      |

### Stobenstraße
| Lage                                        | Bezeichnung | Beschreibung | ID | Bild |
| ------------------------------------------- | ----------- | ------------ | -- | ---- |
| Stobenstraße 1 52° 9′ 50″ N, 10° 32′ 8″ O   | Wohnhaus    |              |    | BW   |
| Stobenstraße 2 52° 9′ 50″ N, 10° 32′ 8″ O   | Wohnhaus    |              |    | BW   |
| Stobenstraße 3 52° 9′ 50″ N, 10° 32′ 9″ O   | Wohnhaus    |              |    | BW   |
| Stobenstraße 3a 52° 9′ 50″ N, 10° 32′ 10″ O | Wohnhaus    |              |    | BW   |
| Stobenstraße 4 52° 9′ 50″ N, 10° 32′ 10″ O  | Wohnhaus    |              |    | BW   |
| Stobenstraße 5 52° 9′ 51″ N, 10° 32′ 9″ O   | Wohnhaus    |              |    | BW   |
| Stobenstraße 6 52° 9′ 51″ N, 10° 32′ 9″ O   | Wohnhaus    |              |    | BW   |
| Stobenstraße 7 52° 9′ 51″ N, 10° 32′ 8″ O   | Wohnhaus    |              |    | BW   |
| Stobenstraße 8 52° 9′ 51″ N, 10° 32′ 8″ O   | Wohnhaus    |              |    | BW   |
| Stobenstraße 9 52° 9′ 50″ N, 10° 32′ 8″ O   | Wohnhaus    |              |    | BW   |
| Stobenstraße 10 52° 9′ 50″ N, 10° 32′ 7″ O  | Wohnhaus    |              |    | BW   |
| Stobenstraße 11 52° 9′ 50″ N, 10° 32′ 7″ O  | Wohnhaus    |              |    | BW   |
| Stobenstraße 12 52° 9′ 50″ N, 10° 32′ 6″ O  | Wohnhaus    |              |    | BW   |
| Stobenstraße 13 52° 9′ 50″ N, 10° 32′ 5″ O  | Wohnhaus    |              |    | BW   |
| Stobenstraße 14 52° 9′ 51″ N, 10° 32′ 5″ O  | Wohnhaus    |              |    | BW   |